# Cavillatrix intermedia
Cavillatrix intermedia är en tvåvingeart som beskrevs av Hiroshi Shima 1996. Cavillatrix intermedia ingår i släktet Cavillatrix och familjen parasitflugor.
Artens utbredningsområde är Vanuatu. Inga underarter finns listade i Catalogue of Life.